# 稲村優奈と川瀬晶子のAAAで行こう!!
稲村優奈と川瀬晶子のAAAで行こう!!（いなむらゆうなとかわせあきこのトリプルエーでいこう）は、2006年（平成18年）7月8日から2007年（平成19年）4月1日までラジオ大阪で放送されたラジオ番組。アニメイトTVとアニ★ロコ（ポッドキャスティング）でもインターネット配信された。全39回。
AAAはAmusesoft Anime Association（アミューズソフトアニメ協会、架空の団体）の略で、パーソナリティはAAAの広報担当という設定。
略称AAAで行こう!!、AAA。

## パーソナリティ
- 稲村優奈
- 川瀬晶子
- 社員K（Shine K） - 不定期に出演するアミューズソフト社員

## 放送・配信概要
- ラジオ大阪
  - 2006年（平成18年）7月8日 - 2006年（平成18年）9月30日: 毎週土曜日24:30～25:00（日曜日00:30～01:00）
  - 2006年（平成18年）10月8日 - 2007年（平成19年）4月1日: 毎週日曜日24:00～24:30（月曜日00:00～00:30）
- アニメイトTV
  - 毎週木曜日（放送の5日後 → 4日後）更新
  - ほぼ月2回の木曜日に動画「稲村優奈と川瀬晶子のAAAで行こう!! 映像版」も配信。内容は本編と異なる。
  - バックナンバー4週分公開
- アニ★ロコ
  - 毎週木曜日更新

## コーナー
- 川瀬晶子の「AKIKO・アイアン・Angels」- 「AAAのアキコ」（アキコ総長）がリスナーの悩みや質問にひとことで答える。頭文字がAAAになっているようでなっていない。2006年（平成18年）10月から。
- 稲村優奈の「アミューズ・フレンド」 - 稲村優奈演じる「ゆ～ゆ」がふつおたを読む。どういうわけか、いくつかの公式資料で「アミューズ・ブレンド」と誤記されている。
- 愛の大阪魔人學園予備校 - 「○○魔人」を自称するリスナーが東京魔人學園に入学できるかを、2人が演じるセクシーな予備校講師が判定。このコーナーのみ真神学園新聞提供。2007年（平成19年）1月21日から。
- おまけのコーナー - 番組終了を告げた後、約1分のフリートークがある。

### 終了したコーナー
- AAAの道
- Aぇなぁ5・7・5
  - 2007年（平成19年）1月14日まで。

## ゲスト
- 大塚明夫 （#5 2006年（平成18年）8月5日）
- 庄子裕衣・大谷美貴 （#9 9月2日）
- 堀内賢雄 （#10 9月9日）
- solua （#11 9月16日）
- 花村怜美 （#17 10月29日 公開録音）（稲村優奈とユニットsorachocoを結成している）
- 木村亜希子・楠田敏之 （#18 11月5日）
- 岡めぐみ （#19 11月12日）
- 中山恵里奈 （#23 12月10日）
- 中原麻衣・三重野瞳・今井麻美・たかはし智秋・落合祐里香・坂本梓馬・岩田光央・鈴村健一 （#24 12月17日）
- BooNo （#29 2007年（平成19年）1月21日）
- 花村怜美 （#30 1月28日）
- ACIDより淳平・大介 （#35 3月4日）
- BooNo （#37 3月18日）
- 木内秀信 （#38 3月25日）

| ラジオ大阪 土曜24:30～25:00     | ラジオ大阪 土曜24:30～25:00      | ラジオ大阪 土曜24:30～25:00                       |
| 前番組                          | 番組名                           | 次番組                                            |
| ------------------------------- | -------------------------------- | ------------------------------------------------- |
| ミエノのタタキ!ヒトミ添え       | 稲村優奈と川瀬晶子のAAAで行こう! | CELL DIVISION Keep on doing                       |
| ラジオ大阪 日曜24:00～24:30     |                                  |                                                   |
| 声優王国!あんたの声が好きやねん | 第2シリーズ                      | Blondy bon Bianca アヤミーの魔法の音楽キラキラら☆ |